# 1546
Il 1546 (MDXLVI in numeri romani) è un anno  del XVI secolo.

## Eventi
- 27 gennaio-10 marzo – Si svolgono i secondi e inconcludenti colloqui cattolico-luterani a Ratisbona, durante i quali, il 18 febbraio, muore Lutero che non vi partecipa.
- 10 luglio – Inizia la guerra di Smalcalda (1546-1547) tra l’imperatore Carlo V e i principi tedeschi protestanti riuniti dal 1531 nella Lega di Smalcalda.
- Nella città di Lipsia viene inaugurata la prima Fiera del libro.

## Nati

### Gennaio
- 27 gennaio - Gioacchino Federico di Brandeburgo, nobile († 1608)

### Febbraio
- 1º febbraio - Mogami Yoshiaki, militare giapponese († 1614)

### Marzo
- 6 marzo - Juan Grande Román, religioso spagnolo († 1600)
- 16 marzo - Francesco Barbaro, patriarca cattolico e diplomatico italiano († 1616)
- 25 marzo - Giacomo Castelvetro, viaggiatore e umanista italiano († 1616)
- 25 marzo - Veronica Franco, poetessa italiana († 1591)
- 29 marzo - Anne de Perusse d'Escars de Giury, cardinale francese († 1612)

### Aprile
- 1º aprile - Nanbu Nobunao, militare giapponese († 1599)
- 20 aprile - Bernardo de Sandoval y Rojas, cardinale e arcivescovo cattolico spagnolo († 1618)
- 20 aprile - Fernando de Gurrea y Aragón, nobile spagnolo († 1592)

### Giugno
- 9 giugno - Claud Hamilton, I lord di Paisley, politico scozzese († 1621)
- 24 giugno - Robert Parsons, gesuita inglese († 1610)

### Luglio
- 4 luglio - Murad III, sultano ottomano († 1595)
- 31 luglio - Francesco Gonzaga, nobile, francescano e vescovo cattolico italiano († 1620)

### Agosto
- 7 agosto - Pedricco de' Medici, nobile italiano († 1547)
- 29 agosto - Dorotea di Danimarca, principessa danese († 1617)
- 31 agosto - Daniel Adam z Veleslavína, tipografo e letterato ceco († 1599)

### Settembre
- 6 settembre - Pedro Álvarez de Toledo y Colonna, diplomatico e nobile spagnolo († 1627)
- 9 settembre - Chō Tsuratatsu, militare giapponese († 1619)
- 13 settembre - Isabella Bendidio, cantante e nobildonna italiana

### Ottobre
- 6 ottobre - Francisco Manuel de los Cobos y Luna, nobile spagnolo († 1616)

### Novembre
- 21 novembre - Giovanni Antonio Paracca, scultore italiano († 1599)

### Dicembre
- 14 dicembre - Tycho Brahe, astronomo e astrologo danese († 1601)
- 22 dicembre - Kuroda Yoshitaka, militare giapponese († 1604)
- 30 dicembre - Jerónimo Xavierre, cardinale spagnolo († 1608)

### Senza giorno specificato
- Muzaffar II di Johor, sovrano malese († 1570)
- Petru I cel Tânăr, nobile rumeno († 1569)
- Giulio Acquaviva d'Aragona, cardinale italiano († 1574)
- Giovan Battista Aleotti, architetto italiano († 1636)
- Asano Nagamasa, militare giapponese († 1611)
- William Barclay, giurista scozzese († 1608)
- Luca Bati, compositore italiano († 1608)
- Cornelis Claesz, cartografo e editore olandese († 1609)
- Henri van Cuyk, vescovo cattolico e umanista olandese († 1609)
- Philippe Desportes, poeta francese († 1606)
- Thomas Digges, astronomo e matematico britannico († 1595)
- Ruprecht von Eggenberg, generale austriaco († 1611)
- Johann Fischart, scrittore tedesco († 1589)
- Jean Gordon, nobildonna scozzese († 1629)
- Emilio Luci, politico e giurista italiano († 1607)
- Curzio da Marignolle, letterato italiano († 1606)
- Murakami Kunikiyo, militare giapponese
- Johannes Olearius, teologo tedesco († 1623)
- Johannes Pistorius, religioso tedesco († 1608)
- Bartholomäus Spranger, pittore e incisore fiammingo († 1611)
- Elizabeth Stafford,  inglese († 1599)
- Massimiliano II Stampa, nobile, religioso e scrittore italiano († 1601)
- Nicola Antonio Stigliola, filosofo, architetto e medico italiano († 1623)
- Suibara Chikanori, militare giapponese († 1616)
- Takeda Katsuyori, militare giapponese († 1582)
- Christoph Trechsler, artigiano tedesco († 1624)
- Ujiie Yukihiro, militare giapponese († 1615)
- Yamauchi Kazutoyo, militare giapponese († 1605)
- Ladislao d'Aquino, cardinale, vescovo cattolico e letterato italiano († 1621)
- Pierre de L'Estoile,  francese († 1611)
- Marguerin de la Bigne, teologo francese († 1595)

## Morti

### Gennaio
- 2 gennaio - Carlo del Mantegna, pittore italiano
- 2 gennaio - Camillo Boccaccino, pittore italiano (n. 1505)
- 11 gennaio - Ernesto I di Brunswick-Lüneburg, nobile tedesco (n. 1497)
- 12 gennaio - Francisco de Vitoria, religioso, filosofo e giurista spagnolo
- 13 gennaio - Geremia I di Costantinopoli, arcivescovo ortodosso greco
- 18 gennaio - Blasco Núñez Vela, esploratore spagnolo (n. 1490)
- 31 gennaio - Gaudenzio Ferrari, pittore e scultore italiano

### Febbraio
- 18 febbraio - Martin Lutero, teologo tedesco (n. 1483)
- 23 febbraio - Francesco di Borbone-Vendôme, principe francese (n. 1519)

### Marzo
- 20 marzo - Manfredo II da Correggio, politico italiano
- 26 marzo - Thomas Elyot, umanista e diplomatico inglese
- 27 marzo - Juan Díaz, teologo spagnolo (n. 1510)
- 31 marzo - Alfonso III d'Avalos, militare e politico italiano (n. 1502)

### Aprile
- 4 aprile - Ruy López de Villalobos, esploratore spagnolo (n. 1500)
- 7 aprile - Friedrich Myconius, teologo tedesco (n. 1490)
- 22 aprile - Juan García Loaysa, cardinale e arcivescovo cattolico spagnolo (n. 1478)

### Maggio
- 17 maggio - Philipp von Hutten, esploratore tedesco (n. 1505)
- 28 maggio - Ottaviano de' Medici,  italiano (n. 1484)
- 29 maggio - David Beaton, cardinale scozzese (n. 1494)
- 31 maggio - Nanni Unghero, intagliatore e architetto italiano (n. 1480)

### Giugno
- 13 giugno - Fridolin Sicher, compositore e organista svizzero (n. 1490)

### Luglio
- 4 luglio - Pietro Bonomo, vescovo cattolico, letterato e diplomatico italiano (n. 1458)
- 9 luglio - Robert Maxwell, V Lord Maxwell, nobile, militare e politico scozzese (n. 1493)
- 16 luglio - Anne Askew, poetessa e scrittrice inglese (n. 1521)

### Agosto
- 1º agosto - Pietro Favre, teologo francese (n. 1506)
- 3 agosto - Étienne Dolet, umanista francese (n. 1509)
- 3 agosto - Antonio da Sangallo il Giovane, architetto italiano (n. 1484)
- 4 agosto - Mariangelo Accursio, umanista, filologo e archeologo italiano (n. 1489)
- 16 agosto - Giovanni Vincenzo Acquaviva d'Aragona, cardinale e vescovo cattolico italiano (n. 1490)

### Settembre
- 3 settembre - Petru IV Rareș, principe (n. 1487)
- 28 settembre - Marino Grimani, cardinale e patriarca cattolico italiano

### Ottobre
- 11 ottobre - Simone Napoli da Calascibetta, religioso italiano
- 23 ottobre - Peter Flötner, scultore, orafo e intagliatore tedesco (n. 1490)
- 28 ottobre - James Butler, IX conte di Ormond, nobile irlandese (n. 1496)

### Novembre
- 1º novembre - Giulio Romano, pittore e architetto italiano
- 7 novembre - Konrad Lagus, giurista e umanista tedesco

### Senza giorno specificato
- Chairacha, sovrano siamese
- Suor Cleofe, religiosa e miniatrice italiana
- Pietro IV Alighieri, nobile e politico italiano (n. 1494)
- Khayr al-Dīn Barbarossa, corsaro e ammiraglio ottomano (n. 1478)
- Valerio Belli, orafo, incisore e medaglista italiano (n. 1468)
- Egidio Bossi, giurista italiano (n. 1488)
- Francesco Campana, abate italiano
- Andrea Centurione Pietrasanta, doge (n. 1471)
- Simon de Colines, editore francese (n. 1480)
- Gian Battista Covo, architetto italiano
- Miguel Mai, politico, diplomatico e umanista spagnolo
- Nicola Mangone, pittore italiano
- Pascale Oddone, pittore italiano
- Francisco de Orellana, esploratore spagnolo (n. 1511)
- Francesco Riario-Sforza, vescovo cattolico italiano (n. 1487)
- Diego Sandoval de Castro, poeta italiano (n. 1516)
- Ambrogio Trivulzio, militare e vescovo cattolico italiano
- Uesugi Tomosada, militare giapponese (n. 1525)
- George Wishart, religioso scozzese (n. 1513)
- Ginés de Mafra, marinaio spagnolo (n. 1493)

## Calendario
| Calendario 1546 | Calendario 1546 | Calendario 1546 | Calendario 1546 | Calendario 1546 | Calendario 1546 | Calendario 1546 | Calendario 1546 | Calendario 1546 | Calendario 1546 | Calendario 1546 | Calendario 1546 | Calendario 1546 | Calendario 1546 | Calendario 1546 | Calendario 1546 | Calendario 1546 | Calendario 1546 | Calendario 1546 | Calendario 1546 | Calendario 1546 | Calendario 1546 | Calendario 1546 | Calendario 1546 | Calendario 1546 | Calendario 1546 | Calendario 1546 | Calendario 1546 | Calendario 1546 | Calendario 1546 | Calendario 1546 | Calendario 1546 | Calendario 1546 |
| --------------- | --------------- | --------------- | --------------- | --------------- | --------------- | --------------- | --------------- | --------------- | --------------- | --------------- | --------------- | --------------- | --------------- | --------------- | --------------- | --------------- | --------------- | --------------- | --------------- | --------------- | --------------- | --------------- | --------------- | --------------- | --------------- | --------------- | --------------- | --------------- | --------------- | --------------- | --------------- | --------------- |
|                 | 1               | 2               | 3               | 4               | 5               | 6               | 7               | 8               | 9               | 10              | 11              | 12              | 13              | 14              | 15              | 16              | 17              | 18              | 19              | 20              | 21              | 22              | 23              | 24              | 25              | 26              | 27              | 28              | 29              | 30              | 31              |                 |
| Gennaio         | Ve              | Sa              | Do              | Lu              | Ma              | Me              | Gi              | Ve              | Sa              | Do              | Lu              | Ma              | Me              | Gi              | Ve              | Sa              | Do              | Lu              | Ma              | Me              | Gi              | Ve              | Sa              | Do              | Lu              | Ma              | Me              | Gi              | Ve              | Sa              | Do              |                 |
| Febbraio        | Lu              | Ma              | Me              | Gi              | Ve              | Sa              | Do              | Lu              | Ma              | Me              | Gi              | Ve              | Sa              | Do              | Lu              | Ma              | Me              | Gi              | Ve              | Sa              | Do              | Lu              | Ma              | Me              | Gi              | Ve              | Sa              | Do              |                 |                 |                 |                 |
| Marzo           | Lu              | Ma              | Me              | Gi              | Ve              | Sa              | Do              | Lu              | Ma              | Me              | Gi              | Ve              | Sa              | Do              | Lu              | Ma              | Me              | Gi              | Ve              | Sa              | Do              | Lu              | Ma              | Me              | Gi              | Ve              | Sa              | Do              | Lu              | Ma              | Me              |                 |
| Aprile          | Gi              | Ve              | Sa              | Do              | Lu              | Ma              | Me              | Gi              | Ve              | Sa              | Do              | Lu              | Ma              | Me              | Gi              | Ve              | Sa              | Do              | Lu              | Ma              | Me              | Gi              | Ve              | Sa              | Do              | Lu              | Ma              | Me              | Gi              | Ve              |                 |                 |
| Maggio          | Sa              | Do              | Lu              | Ma              | Me              | Gi              | Ve              | Sa              | Do              | Lu              | Ma              | Me              | Gi              | Ve              | Sa              | Do              | Lu              | Ma              | Me              | Gi              | Ve              | Sa              | Do              | Lu              | Ma              | Me              | Gi              | Ve              | Sa              | Do              | Lu              |                 |
| Giugno          | Ma              | Me              | Gi              | Ve              | Sa              | Do              | Lu              | Ma              | Me              | Gi              | Ve              | Sa              | Do              | Lu              | Ma              | Me              | Gi              | Ve              | Sa              | Do              | Lu              | Ma              | Me              | Gi              | Ve              | Sa              | Do              | Lu              | Ma              | Me              |                 |                 |
| Luglio          | Gi              | Ve              | Sa              | Do              | Lu              | Ma              | Me              | Gi              | Ve              | Sa              | Do              | Lu              | Ma              | Me              | Gi              | Ve              | Sa              | Do              | Lu              | Ma              | Me              | Gi              | Ve              | Sa              | Do              | Lu              | Ma              | Me              | Gi              | Ve              | Sa              |                 |
| Agosto          | Do              | Lu              | Ma              | Me              | Gi              | Ve              | Sa              | Do              | Lu              | Ma              | Me              | Gi              | Ve              | Sa              | Do              | Lu              | Ma              | Me              | Gi              | Ve              | Sa              | Do              | Lu              | Ma              | Me              | Gi              | Ve              | Sa              | Do              | Lu              | Ma              |                 |
| Settembre       | Me              | Gi              | Ve              | Sa              | Do              | Lu              | Ma              | Me              | Gi              | Ve              | Sa              | Do              | Lu              | Ma              | Me              | Gi              | Ve              | Sa              | Do              | Lu              | Ma              | Me              | Gi              | Ve              | Sa              | Do              | Lu              | Ma              | Me              | Gi              |                 |                 |
| Ottobre         | Ve              | Sa              | Do              | Lu              | Ma              | Me              | Gi              | Ve              | Sa              | Do              | Lu              | Ma              | Me              | Gi              | Ve              | Sa              | Do              | Lu              | Ma              | Me              | Gi              | Ve              | Sa              | Do              | Lu              | Ma              | Me              | Gi              | Ve              | Sa              | Do              |                 |
| Novembre        | Lu              | Ma              | Me              | Gi              | Ve              | Sa              | Do              | Lu              | Ma              | Me              | Gi              | Ve              | Sa              | Do              | Lu              | Ma              | Me              | Gi              | Ve              | Sa              | Do              | Lu              | Ma              | Me              | Gi              | Ve              | Sa              | Do              | Lu              | Ma              |                 |                 |
| Dicembre        | Me              | Gi              | Ve              | Sa              | Do              | Lu              | Ma              | Me              | Gi              | Ve              | Sa              | Do              | Lu              | Ma              | Me              | Gi              | Ve              | Sa              | Do              | Lu              | Ma              | Me              | Gi              | Ve              | Sa              | Do              | Lu              | Ma              | Me              | Gi              | Ve              |                 |